# État de choc (film, 2010)
Pour les articles homonymes, voir État de choc.
Pour plus de détails, voir Fiche technique et Distribution.
État de choc (Inhale) est un film américain réalisé par Baltasar Kormákur en 2010.

## Synopsis
Pour tenter de sauver sa fille qui a besoin d'une transplantation des poumons, un père de famille se rend à Ciudad Juárez afin de trouver le docteur Navajo, médecin qui se livre au trafic d'organes dans sa clinique. Le voyage se révèle très dangereux, et lui ouvre les yeux sur la réalité de ce marché.

## Fiche technique
- Titre : État de choc
- Titre original : Inhale
- Réalisation : Baltasar Kormákur
- Scénario : Christian Escario, John Claflin et Walter A. Doty III
- Casting : Carla Hool
- Montage : Elísabet Ronaldsdóttir
- Musique : James Newton Howard
- Distribution : IFC Films

## Distribution

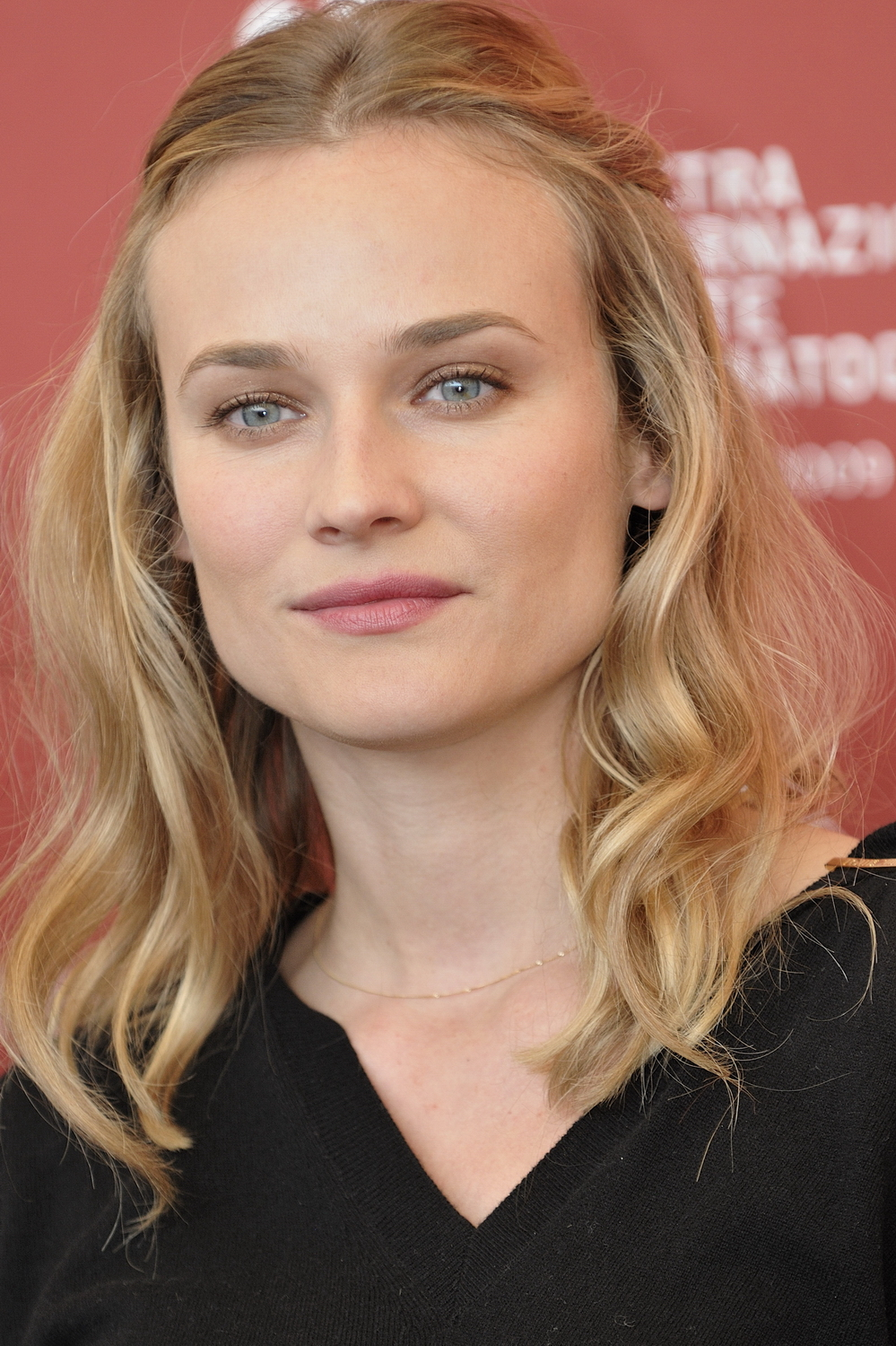
L'actrice principale Diane Kruger, l'année de tournage du film.

- Diane Kruger (V. F. : Barbara Tissier) : Diane Stanton
- Sam Shepard (V. F. : Hervé Bellon) : James Harrison
- Dermot Mulroney (V. F. : Alexis Victor) : Paul Stanton
- Rosanna Arquette (V. F. : Catherine Hamilty) : Dr. Rubin
- Vincent Perez (V. F. : lui-même) : Dr. Martinez
- Jordi Mollà : Anna Adrien
- David Selby : Dr. White
- Walter Pérez : Arturo
- Mia Stallard (V. F. : Rebecca Benhamour) : Chloe
- Kisha Sierra : Theresa
- Judy Herrera : Claudia

Sources et légende : Version française selon le carton de doublage français.